# Santa Lucia (Ilocos Sur)
Santa Lucia is een gemeente in de Filipijnse provincie Ilocos Sur op het eiland Luzon. Bij de laatste census in 2010 telde de gemeente bijna 25 duizend inwoners.

## Geografie

### Bestuurlijke indeling
Santa Lucia is onderverdeeld in de volgende 36 barangays:
| - Alincaoeg - Angkileng - Arangin - Ayusan - Banbanaba - Bani - Bao-as - Barangobong - Buliclic - Burgos - Cabaritan - Catayagan | - Conconig East - Conconig West - Damacuag - Luba - Lubong - Nagrebcan - Nagtablaan - Namatican - Nangalisan - Palali Norte - Palali Sur - Paoc Norte | - Paoc Sur - Paratong - Pila East - Pila West - Quinabalayangan - Ronda - Sabuanan - San Juan - San Pedro - Sapang - Suagayan - Vical |

## Demografie
Santa Lucia had bij de census van 2010 een inwoneraantal van 24.981 mensen. Dit waren 1.109 mensen (4,6%) meer dan bij de vorige census van 2007. Ten opzichte van de census van 2000 was het aantal inwoners gegroeid met 2.618 mensen (11,7%). De gemiddelde jaarlijkse groei in die periode kwam daarmee uit op 1,11%, hetgeen lager was dan het landelijk jaarlijks gemiddelde over deze periode (1,90%).

De bevolkingsdichtheid van Santa Lucia was ten tijde van de laatste census, met 24.981 inwoners op 49,72 km², 502,4 mensen per km².